# Sturnira aratathomasi
Sturnira aratathomasi es una especie de murciélago de la familia Phyllostomidae.

## Distribución geográfica
Se encuentra en Colombia, Ecuador, Perú y Venezuela.